# Jiří Weiss
Pour les articles homonymes, voir Weiss.
Jiří Weiss (né le 29 mars 1913 à Prague et mort le 9 avril 2004  à Santa Monica) est un réalisateur tchèque.

## Biographie
Jiří Weiss est né d'une famille juive tchéco-allemande. Il a étudié le droit à l'Université de Prague, mais n'a pas terminé ses études et a commencé à travailler comme journaliste et cinéaste.  En 1939, au début de la Seconde Guerre mondiale, il doit fuir le régime nazi en raison de ses origines juives. Il s'installe à Londres où il s'engage dans la RAF. Il tourne en Angleterre des documentaires de propagande.
Il revient après guerre dans son pays et devient le chef de file du cinéma national tchèque. En 1968, à la suite de l'invasion soviétique qui mit fin au Printemps de Prague, il s'installe pendant une vingtaine d'années aux États-Unis où il enseigne le cinéma à New York et en Californie, puis il retourne en Tchécoslovaquie où il réalise un film
autobiographique Martha et moi avec Michel Piccoli.

## Filmographie
- 1939 : The Rape of Czechoslovakia (documentaire)
- 1941 : Eternal Prague (documentaire)
- 1943 : Before the Raid (documentaire)
- 1947 : Le Pont
- 1947 : Ulovpena Hranice (la frontière survolée)
- 1948 : Sokols (la fête des Sokols)
- 1950 : Posledni vystrel (le dernier coup de feu)
- 1951 : Vstanou novi bojovnici (de nouveaux combattants se lèveront)
- 1955 : Punta a Ctyrlistek
- 1956 : Hra o AZivot (l'enjeu de la vie)
- 1957 : Muj pritel Fabian (mon ami Fabian)
- 1957 : Piège à loup (Vlčí jáma) (prix de la critique à la Mostra de Venise)
- 1959 : Takova laska (passionnément)
- 1960 : Roméo, Juliette et les Ténèbres (Romeo, Julie a tma) (Grand prix au festival de Saint-Sébastien)
- 1961 : Zbabelec (lâche)
- 1963 : Zlaté kapradi (la fougère d'or)
- 1963 : Kral krala
- 1964 : 31 Degrees in the Shade (31 degrés à l'ombre)
- 1967 : Vrazda po cesku (meurtre à la tchèque)
- 1990 : Martha et moi (Martha und dich)